# San Simón, Hidalgo
San Simón är en ort i Mexiko.   Den ligger i kommunen Tepehuacán de Guerrero och delstaten Hidalgo, i den sydöstra delen av landet, 180 km norr om huvudstaden Mexico City. San Simón ligger 332 meter över havet och antalet invånare är 402.
Terrängen runt San Simón är kuperad åt sydost, men åt nordväst är den bergig. San Simón ligger nere i en dal. Runt San Simón är det ganska glesbefolkat, med 36 invånare per kvadratkilometer. Närmaste större samhälle är Acoyotla, 13,3 km norr om San Simón. I omgivningarna runt San Simón växer huvudsakligen savannskog.